# The Red Light District
A Red Light Disctrict Ludacris rapper negyedik albuma a Def Jam Recordsnál. Az albumot 2004. december 6-án adták ki. Az album #1 volt az első héten a Billboard 200 album eladási listáján 322 000 darabbal.

## Számlista
| #  | Cím | Producerek                   | Közreműködik            | Hossz |
| -- | --- | ---------------------------- | ----------------------- | ----- |
| 1  | Intro | Timbaland                    |                         | 1:25  |
| 2  | Number One Spot | DJ Green Lantern             |                         | 4:34  |
| 3  | Get Back | The Medicine Man and Tic Toc |                         | 4:30  |
| 4  | Put Your Money | Icedrake                     | DMX                     | 4:13  |
| 5  | Blueberry Yum Yum | Organized Noise              | Sleepy Brown            | 3:55  |
| 6  | Child of the Night *Samples: Teena Marie – Portugese Love                                                               | DK All Day                   | Nate Dogg               | 5:02  |
| 7  | The Potion | Timbaland                    |                         | 3:55  |
| 8  | Pass Out | Needlz                       |                         | 4:21  |
| 9  | Skit |                              |                         | 0:55  |
| 10 | Spur of the Moment *Also included on the DJ Quik album, Trauma                                                          | LT Moe                       | DJ Quik & Kimmi         | 4:16  |
| 11 | Who Not Me | Craig King                   | Small World & Dolla Boy | 4:56  |
| 12 | Large Amounts | Vudu                         |                         | 4:34  |
| 13 | Pimpin' All Over the World                                                                                              | Polow Da Don & Donnie Scantz | Bobby Valentino         | 5:29  |
| 14 | Two Miles An Hour *Samples:Curtis Mayfield – Little Child Runnin' Wild, DJ Jazzy Jeff and the Fresh Prince – Summertime | DJ Toomp                     |                         | 4:32  |
| 15 | Hopeless | Heazy                        | Trick Daddy             | 5:24  |
| 16 | Virgo *Also included on Nas Street Disciple LP                                                                          | Salaam Remi                  | Nas & Doug E. Fresh     | 4:22  |